# Třída Amphion
Třída Amphion (jinak též třída A) byla třída diesel-elektrických ponorek postavených pro britské královské námořnictvo za druhé světové války. Celkem bylo postaveno 16 ponorek této třídy. Třída byla vyvinuta jako zvětšená verze ponorek třídy T pro operace na Dálném Východě proti Japonsku. Pro bojové nasazení za druhé světové války ale nebyly dokončeny včas. Vyřazeny byly v letech 1967–1977. Ponorka Alliance byla zpřístupněna jako muzejní loď.

## Stavba
Stavba této třídy byla objednána roku 1943. Původně bylo objednáno 46 ponorek, ale po skončení války byl jejich počet snížen na 16. Jejich kýly byly založeny v letech 1943–1945 a do služby byly zařazeny v letech 1945–1948. Rozestavěné ponorky Ace a Achates byly použity jako cvičné cíle. Dalších plánovaných 20 člunů nebylo ani objednáno.
Jednotky třídy Amphion:
| Jméno                       | Loděnice                   | Založení kýlu      | Spuštění na vodu  | Přijetí do služby  | Status                                                                                      |
| --------------------------- | -------------------------- | ------------------ | ----------------- | ------------------ | ------------------------------------------------------------------------------------------- |
| Acheron (S61)               | Chatham dockyard           | 26. srpna 1944     | 25. března 1947   | 17. dubna 1948     | Prodána do šrotu 1972.                                                                      |
| Aeneas (S72)                | Cammell Laird, Birkenhead  | 10. října 1944     | 25. října 1945    | 31. července 1946  | Prodána do šrotu 1974.                                                                      |
| Affray                      | Cammell Laird, Birkenhead  |                    | 12. dubna 1945    |                    | Dne 17. dubna 1951 se potopila.                                                             |
| Alaric (S41)                | Cammell Laird, Birkenhead  | 31. května 1944    | 18. února 1946    | 11. prosince 1946  | Prodána do šrotu 1971.                                                                      |
| Alcide (S65)                | Vickers-Armstrongs, Barrow | 1. února 1945      | 12. dubna 1945    | 18. října 1946     | Prodána do šrotu 1974.                                                                      |
| Alderney (S66)              | Vickers-Armstrongs, Barrow | 6. února 1945      | 25. června 1945   | 10. prosince 1946  | Prodána do šrotu 1972.                                                                      |
| Alliance (S67)              | Vickers-Armstrongs, Barrow | 13. března 1945    | 26. července 1945 | 14. května 1946    | Vyřazena 1973, od roku 1979 muzejní loď vystavená v Royal Navy Submarine Museum v Gosportu. |
| Ambush (S68)                | Vickers-Armstrongs, Barrow | 17. května 1945    | 24. září 1945     | 22. července 1947  | Prodána do šrotu 1971.                                                                      |
| Amphion (S43, ex Anchorite) | Vickers-Armstrongs, Barrow | 14. listopadu 1943 | 31. srpna 1944    | 27. března 1945    | Prodána do šrotu 1971.                                                                      |
| Anchorite (S64, ex Amphion) | Vickers-Armstrongs, Barrow | 19. července 1945  | 22. ledna 1946    | 18. listopadu 1947 | Prodána do šrotu 1970.                                                                      |
| Andrew (S63)                | Vickers-Armstrongs, Barrow | 13. srpna 1945     | 6. dubna 1946     | 16. března 1948    | Prodána do šrotu 1977.                                                                      |
| Artemis (S49)               | Scotts, Greenock           | 28. února 1944     | 26. srpna 1946    | 15. srpna 1947     | Prodána do šrotu 1972.                                                                      |
| Artful (S96)                | Scotts, Greenock           | 8. června 1944     | 22. května 1947   | 2. února 1948      | Prodána do šrotu 1972.                                                                      |
| Ace                         | Scotts, Greenock           |                    | 1945              | –                  | Stavba zrušena, cvičný cíl.                                                                 |
| Achates                     | Scotts, Greenock           |                    | 1945              | –                  | Stavba zrušena, cvičný cíl.                                                                 |
| Astute (S47)                | Vickers-Armstrongs, Barrow | 4. dubna 1944      | 30. ledna 1945    | 30. června 1945    | Prodána do šrotu 1970.                                                                      |
| Auriga (S69)                | Vickers-Armstrongs, Barrow | 7. června 1944     | 29. března 1945   | 12. ledna 1946     | Prodána do šrotu 1974.                                                                      |
| Aurochs                     | Vickers-Armstrongs, Barrow |                    | 28. července 1945 |                    | Prodána do šrotu 1967.                                                                      |

## Konstrukce

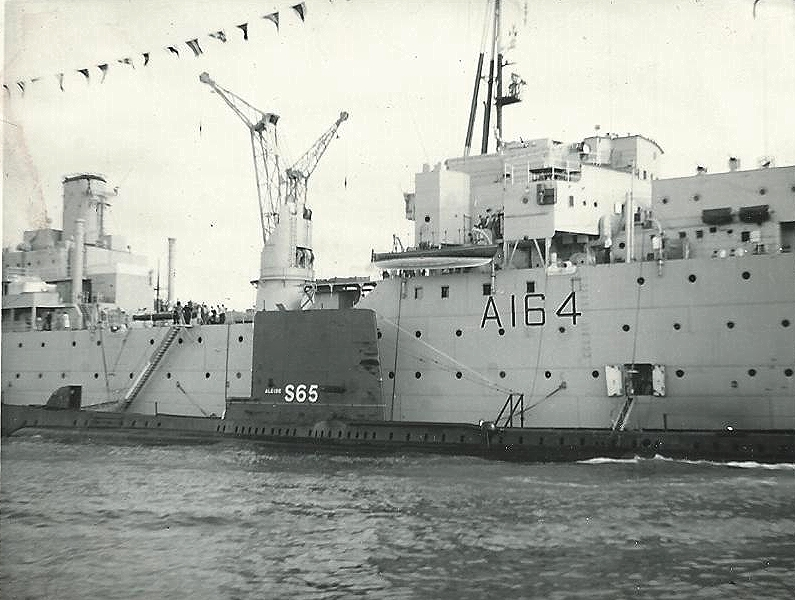
Modernizovamná ponorka HMS Alcide (S65)

Ponorky byly dvoutrupé koncepce. Hloubka ponoru byla až 500 stop. Výzbroj tvořil jeden 102mm/40 kanón QF Mk.XXII, jeden 20mm protiletadlový kanón a deset 533mm torpédometů. Čtyři torpédomety byly na přídi, dva na zádi a čtyři byly externí. Neseno bylo celkem 20 torpéd. Kromě deseti torpéd nabitých v torpédometech bylo šest náhradních torpéd na přídi a čtyři na zádi. Pohonný systém tvořily dva diesely (Vickers, Admiralty) o výkonu 4300 hp a elektromotory o výkonu 1250 hp, pohánějící dva lodní šrouby. Nejvyšší rychlost dosahovala 18,5 uzlu na hladině a 8 uzlů pod hladinou.

### Modifikace

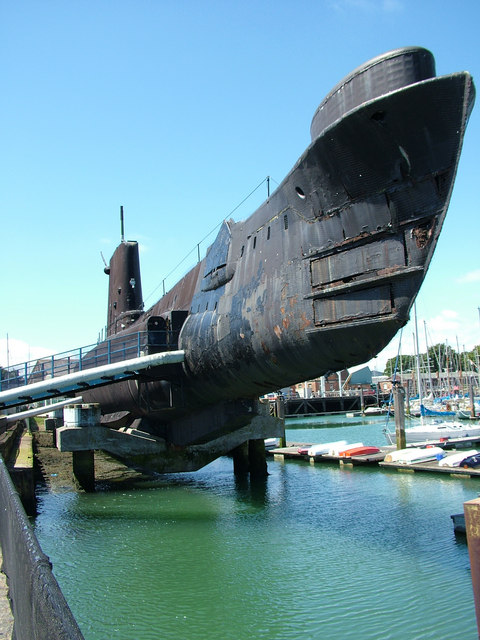
Modernizovaná ponorka HMS Alliance (S67) po zpřístupnění veřejnosti

Palubní 102mm kanón Mk.XXII byl později odstraněn. Na části ponorek jej nahradil 102mm/33 kanón QF Mk.XXIII.
V letech 1955–1956 byla na ponorce Artful provedena větší modernizace, zaměřená na zlepšení výkonů ponorky při plavbě pod hladinou. Do roku 1960 byly obdobně modernizovány její sesterské ponorky, vyjma Aurochs (poslední Affray se už dříve potopila při nehodě). Mimo jiné byla zvětšena kapacita baterií, byl upraven tvar trupu a velitelská věž dostala proudnicový tvar. Odstraněny byly kanóny, záďové a externí torpédomety, takže ponorce zůstala šestice 533mm torpédometů v přídi. Neseno bylo až 18 torpéd Mk.8, které později nahradila torpéda Mk.23. Alternativně mohlo být naloženo 18 min Mk.2, nebo 26 min Mk.5. Instalován byl vyhledávací a navigační radar a sonary typů 186, 187 a 197.
Ponorka Aeneas byla zapůjčena společnosti Vickers pro testování protiletadlového raketového kompletu SLAM (Submarine-Launched Airflight Missile). Na věži ponorky bylo instalováno čtyřnásobné odpalovací zařízení řízených střel Blowpipe, které měly ponorku chránit především proti vrtulníkům. Po úspěšných testech byla ponorka vrácena a uvedena do původního stavu.